# Soge Culebra
Gabriel Gómez (Murcia, 8 de diciembre de 1999), conocido artísticamente como Soge Culebra, es un cantante y compositor español de música urbana contemporánea, especialmente de géneros como el hip hop y el reggae.

## Sus inicios
Soge Culebra se interesó por la música desde temprana edad. Nunca estudió nada relacionado con la música ni fue a clases de canto, pero lleva cantando desde los diez años. Esto y las prácticas en el estudio le han proporcionado  buenas técnicas de voz en sus canciones, como los falsetes o los giros de voz que realiza. 

## Carrera musical
El murciano se introdujo en el mundo de la música grabando canciones de género urbano con su teléfono móvil. Fue en 2014, cuando se dio a conocer al público y empezó a tener cada vez mayor reconocimiento dentro de la industria tras publicar sus temas en Youtube, donde destacaba por tener un estilo tan característico. Pero sin duda, no fue hasta la publicación de una serie de vídeos que recibían el nombre de Mente Sucia, cuando el artista obtuvo una gran repercusión. 
Estos vídeos consistían en rapeos frente a la cámara en primera persona, donde Soge Culebra añadía tonalidades y un estilo propio. Para realizar este proyecto, se inspiró en gran medida por el rapero Foyone, a quien considera uno de sus principales referentes dentro de la música.
Tras esta serie, el artista siguió sacando canciones del mismo estilo que tuvieron grandes éxitos. Un ejemplo de ello es la canción «Cachos de mi alma», una de las canciones más significativas de Soge Culebra, que alcanza más de 50 millones de visualizaciones en YouTube. 
Su talento no pasó desapercibido y pronto comenzó a colaborar con grandes artistas reconocidos dentro del rap español. Una de sus colaboraciones más destacadas fue con Piezas en el tema «Inside», en 2016. Además, ha participado en proyectos como Madrid Live OneShot y ha tenido la oportunidad de compartir escenario con artistas de renombre como Falsalarma y Tosko.
En 2018, lanzó su primer álbum de estudio que recibió el nombre de Mar de cristal, en compañía de la discográfica Warner Music. El disco cuenta con sencillos como «Suena» o «Escondes una espada», y colaboraciones como la de Beret en «Distancia», o la de Kaze en «Lo que vendrá».
Soge Culebra ha ido evolucionando tanto dentro de la industria musical como en su estilo personal y ha demostrado tener una gran versatilidad en su forma de hacer música, adoptando un estilo muy diferente al que empleaba en sus inicios. Esto le ha llevado a aumentar su éxito y, además, conocer y colaborar con grandes artistas del panorama musical como por ejemplo con Walls y Pol Granch en la canción «Cuando me mirabas», o con Mora en «7 lágrimas Remix».
En 2023, sacó su segundo álbum de estudio con el nombre de STORM de la mano del productor Garabatto, el cual cuenta con 13 canciones. En él participó con grandes artistas de la industria musical española como Quevedo o Saiko, lo que le ayudó a impulsar aún más su carrera como artista. Este se puede considerar uno de sus trabajos más exitoso de su carrera hasta la fecha.
En 2024, lanzó un EP titulado ENERGÍA, como una continuación de su anterior álbum. Este trabajo, compuesto por 8 canciones, refleja un ambiente más calmado y positivo en comparación con la intensidad emocional de su anterior producción STORM. Dicho EP incluye colaboraciones con artistas como Lucho RK y Botlok, donde trata de temas de resiliencia y superación personal, y que marca una nueva etapa en su carrera musical.

## Discografía

### Álbumes de estudio
- 2018: Mar de Cristal
- 2023: STORM

### EP (Extended Play)
- 2024: ENERGÍA

## Giras
- 2024: Gira STORM por España.[7]

## Estilo musical y lírico
Soge Culebra tiene un estilo muy característico y único, en el que combina partes del trap y del rap, incluyendo, además, toques del reggae y R&B.
Por otra parte, sus canciones destacan en su mayoría por sus letras sinceras y profundas, que tratan de temas más introspectivos y mensajes motivadores y emocionales. En su gran variedad de trabajos, podemos encontrar canciones que tratan sobre el amor, el desamor, la superación personal, las dificultades de la vida, los sueños, etc.
A lo largo de su carrera, el murciano expresa mediante sus canciones la evolución personal y artística que ha experimentado, contando en ellas experiencias sobre su vida y reflexionando sobre temas como el éxito, el paso del tiempo…, mostrando así, su lado más vulnerable y sincero. 

## Impacto y legado
Soge Culebra es considerado uno de los artistas emergentes más influyentes dentro de la escena urbana española. Su estilo único y su enfoque auténtico lo han convertido en un referente para muchos de sus seguidores, y su música continúa ganando popularidad a nivel nacional.
A medida que su carrera avanza, el cantante sigue evolucionando, explorando nuevos sonidos y colaborando con más artistas. Su contribución al panorama del trap y el rap en España sigue siendo significativa y su impacto dentro de la música urbana española continúa en ascenso.